# 6821-es mellékút (Magyarország)
A 6821-es számú mellékút egy bő másfél kilométer hosszú, négy számjegyű mellékút volt a Somogy vármegyei Nagyatádon. 2015-ig a 68-as főút része volt, a nagyatádi elkerülő átadása után sorolták vissza négy számjegyű úttá, később pedig (egyelőre tisztázatlan időpontban) önkormányzati úttá minősítették át.

## Nyomvonala
A 681-es főútból ágazik ki, annak a 2+900-as kilométerszelvénye táján található körforgalomból, Nagyatád központjában. Észak felé indul, a város evangélikus és református templomai között elhaladva, Dózsa György út néven, 1,2 kilométer után kilép a házak közül, és nem sokkal ezután véget is ér, beletorkollva a 68-as főútba, annak pontosan a 39. kilométerénél lévő körforgalomba.
Teljes hossza, az országos közutak térképes nyilvántartását szolgáló kira.gov.hu adatbázisa szerint 1,633 kilométer.

## Története
A 68-as főút régebben keresztülhaladt Nagyatádon, amelynek központját kelet felől érte el, majd a belvárostól északnyugati irányban folytatódott, Somogyszob felé. A későbbiekben ez utóbbi irányt felhagyva keletebbre helyezték át a főút nyomvonalát, onnantól az útvonal a nagyatádi belvárostól észak felé folytatódott és Ötvöskónyi irányában haladt tovább.
A 2015-ös évben helyezték forgalomba a 68-asnak azt a szakaszát, amely északkelet felől teljesen elkerüli a várost, azt követően a korábbi belterületi útvonalakat visszaminősítették három számjegyű, másodrendű főúttá, illetve négy számjegyű összekötő úttá.
Jelenleg így a városba kelet felől beérkező szakasz a belvárosig, majd onnan tovább, a korábbi 6809-es úttal egyesítve Berzencéig, illetve a horvát határig 681-es főútként, a központ felől Somogyszob felé vezető régi nyomvonal 6814-es útként húzódik, az északnak induló, Ötvöskónyi felé vezető szakasz pedig a 6821-es útszámozást kapta.
2022 októberi állapot szerint – úgy tűnik – ez a szakasz már csak önkormányzati útként húzódik a belváros és az északi elkerülő között.